# HMS Ajax (F114)
Pour les autres navires du même nom, voir HMS Ajax.
Le HMS Ajax est une frégate de la classe Leander de la Royal Navy.

## Histoire
Initialement le navire devait être une frégate de classe Rothesay (en) baptisé HMS Fowey (en), mais en 1960 il fut décidé qu'il serait une fréagate de classe Leander appelé Ajax.
En 1964, l'Ajax est déployé en Extrême-Orient au sein du 24e groupe d'escorte. Il ne revient pas au Royaume-Uni avant 1968. En 1970, il est mis dans la garde de Gibraltar, à cause des tensions avec le général Franco.
Il est modernisé de septembre 1970 à 1973 au HMNB Devonport, les deux canons de 4,5 pouces QF Mark I - V sont remplacés par un système de missiles Ikara.
Après sa rénovation, il devient le leader de la 8e escadre (en). En 1974, il assiste à l'évacuation des citoyens britanniques au moment de l'invasion turque de Chypre. En 1976, au moment d'une visite au Canada, la frégate vient à Ajax (Ontario), car la ville doit son nom à son prédécesseur, l'Ajax (22), qui s'est illustré dans la bataille du Rio de la Plata au début de la Seconde Guerre mondiale. Le nouvel Ajax reçoit les clés de la ville.
L'Ajax est de nouveau rénové en 1977 puis déployé en mer Méditerranée en 1979. En 1980, il est réparé à Gibraltar jusqu'à l'année suivante. Il devient alors le leader de la 1re escadre de frégates. Il ne prend pas part à la guerre des Malouines en 1982, mais est déployé dans le golfe Persique ; il se rendra aux Malouins en 1984 pour un déploiement de quatre mois dans le cadre de la Force de protection de l'Atlantique Sud. En 1985, il accompagne le Britannia lors d'une visite de la famille royale en Italie.
Après son déclassement, il remplace le HMS Salisbury comme navire statique d'entraînement dans le port de Devonport. Le 3 août 1988, il arrivé à Millom pour sa démolition. Sa cloche se trouve dans la salle du conseil municipal de la ville d'Ajax.